# Constitutio Criminalis Bambergensis

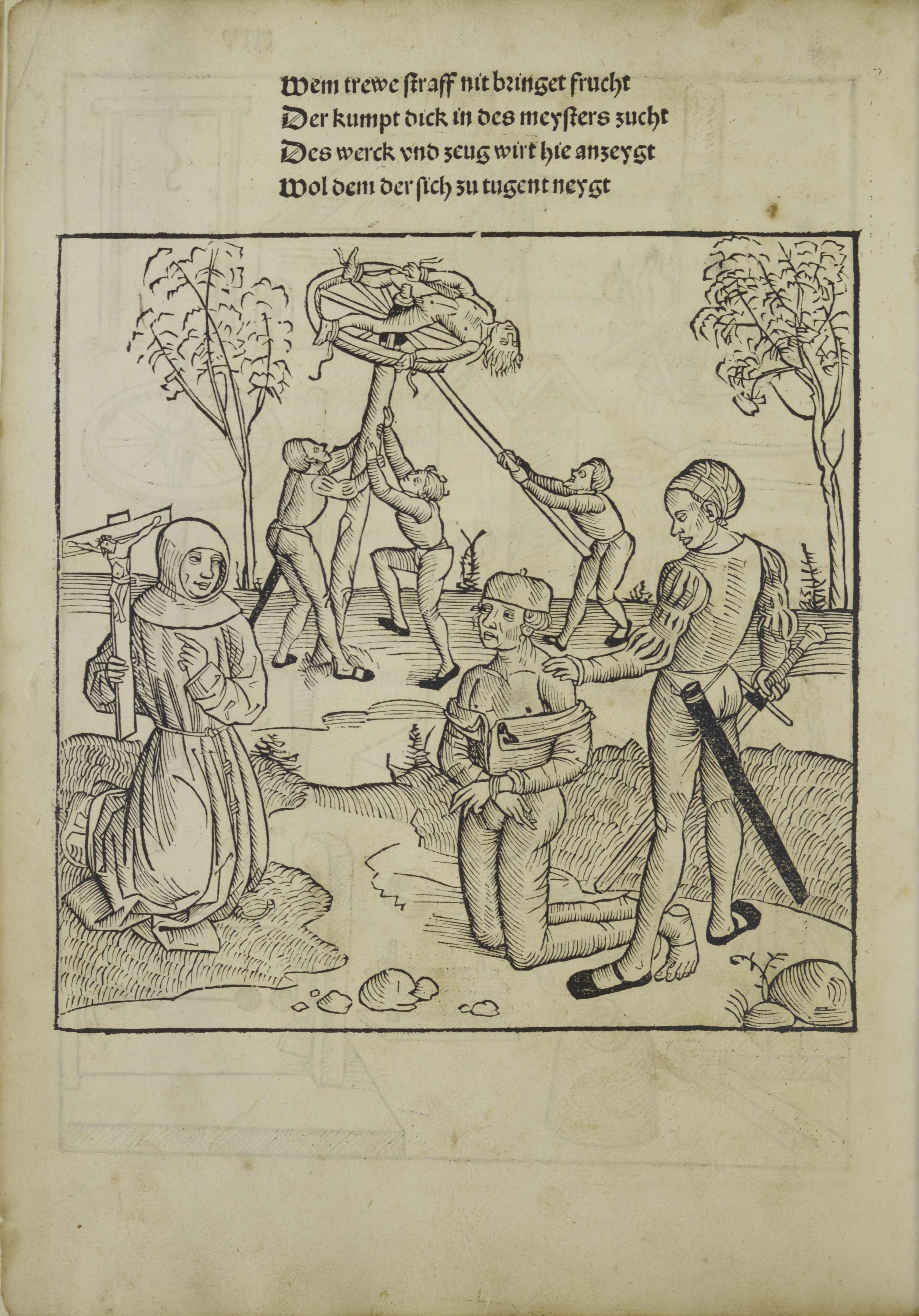
Jedna z kart bamberskiego kodeksu karnego

Constitutio Criminalis Bambergensis (Bambergische Peinliche Halsgerichtsordnung) – niemiecki kodeks karny z 1507, wydany na polecenie biskupa Bambergu Georga von Limpurg, opracowany przez Johanna von Schwarzenberga. Regulował prawo karne i proces karny. Stał się bardzo popularną kodyfikacją, stosowaną w Bawarii i południowych Niemczech. Recypowały go także księstwa Ansbach i Bayreuth. Stał się podstawą wydanej dwadzieścia lat później Caroliny.
Kodeks bamberski łączył koncepcje włoskiej szkoły prawa karnego oraz niemieckiego prawa zwyczajowego. W zakresie procedury karnej wprowadzał zasady procesu inkwizycyjnego. Cechowała go wysoka surowość kar.